# Lake Ione
Der Lake Ione ist ein Gebirgssee im Southland District der Region Southland auf der Südinsel von Neuseeland.

## Namensherkunft
Der See wurde von dem Landvermesser Duncan Macpherson nach seiner Tochter benannt.

## Geographie
Der Lake Ione befindet sich rund 3,7 km südwestlich des Lake Te Au, rund 3,8 km westlich des Lake Hilda und rund 7 km westnordwestlich des South Fiord des Lake Te Anau. Eingebettet von bis zu 1622 m hohen Bergen erstreckt sich der See über eine Länge von rund 780 m in Nordnordwest-Südsüdost-Richtung und öffnet sich an seinem südlichen Ende über ein kurzes, 60 m langes Verbindungsstück des Gorge Burn zu dem südlich gelegenen Lake Eva. Der auf einer Höhe von 917 m gelegene See, dehnt sich in länglicher Form über eine Fläche von 18,1 Hektar aus, misst an seiner breitesten Stelle rund 330 m und besitzt einen Seeumfang von rund 2,07 km.